# Behrenhoff
Behrenhoff är en kommun och ort i Landkreis Vorpommern-Greifswald i förbundslandet Mecklenburg-Vorpommern i Tyskland.
I kommunen finns orterna Behrenhoff, Busdorf, Müssow, Kammin, Neu-Dargelin, Stresow och Stresow-Siedlung.
Kommunen ingår i kommunalförbundet Amt Landhagen tillsammans med kommunerna Dargelin, Dersekow, Hinrichshagen, Levenhagen, Mesekenhagen, Neuenkirchen, Wackerow och Weitenhagen.